# Vlaams Legioen

De Vlaamse Leeuw herwerkt door het Vlaams Legioen

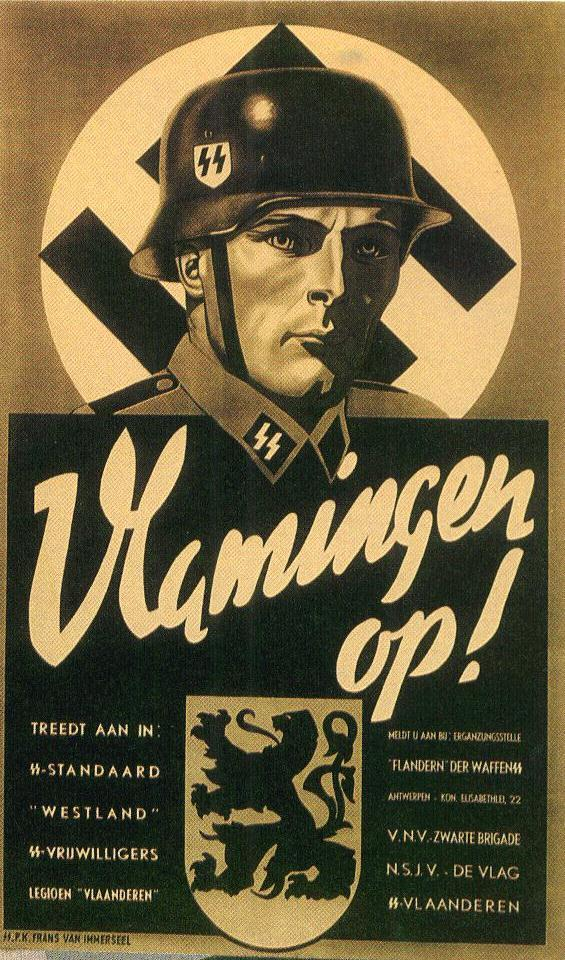
Rekruteringsaffiche voor het Vlaams Legioen

Het Vlaams Legioen (Duits: Freiwilligen-Legion Flandern) was een militaire eenheid bestaande uit Vlaamse vrijwilligers die tijdens de Tweede Wereldoorlog aan de zijde van de Duitsers tegen het Rode Leger van de Sovjet-Unie vochten op het Oostfront.

## Geschiedenis

### Voorlopers van het legioen: Standarte Westland en Standarte Nordwest
Vanaf de oprichting van de Waffen-SS heerste er een conflict tussen Reichsführer-SS Heinrich Himmler en het reguliere Duitse leger (Wehrmacht). De Duitse generaals zagen in de Waffen-SS, die eigenlijk de gewapende afdeling van een politieke organisatie was, een bedreiging voor hun positie. De Wehrmacht kreeg van Adolf Hitler de toezegging dat per jaargang van de Duitse rekruten maar 2% tot de Waffen-SS mocht toetreden.
Na de overrompeling van Noorwegen en de Lage Landen zag Heinrich Himmler zijn kans om de Waffen-SS uit te breiden met zogenaamde Germaanse vrijwilligers, die zouden worden gerekruteerd buiten Duitsland en vielen dus niet onder de regeling met de Wehrmacht. Eind juni 1940 werd de Standarte Westland opgericht en verschenen er oproepen in de Vlaamse pers. Vooral de Algemene SS-Vlaanderen ijverde voor het ronselen van vrijwilligers. In Antwerpen opende de Duitse bezetter een wervingsbureau (zogenaamde Ergänzungsstelle) onder leiding van Hauptsturmführer Leib, maar wegens de strenge keuringseisen bleven er maar 45 vrijwilligers over voor de SS-Westland, bestaande uit Vlamingen en Nederlanders tezamen. De Vlaamse vrijwilligers zouden uiteindelijk opgaan in de 5. SS-Panzer-Division Wiking.
Om het grote aantal afgekeurden toch in te lijven, besloot Heinrich Himmler op 3 april 1941 tot de oprichting van Freiwilligen SS Standarte Nordwest waarbij de strikte toelatingseisen werden versoepeld. De minimumlengte werd verschoven naar 1,65 m en ook het genealogisch onderzoek werd minder diepgaand. De wervingscampagnes boekten meer succes en ongeveer 450 Vlaamse rekruten trokken naar Duitsland voor een training.

### Overtuiging van de vrijwilligers
Hoewel elke vrijwilliger zijn eigen redenen had om zich te melden voor de Waffen-SS kan men stellen dat er vijf belangrijke redenen waren:
1. De uitstraling van het zegevierende Duitse leger. In de zomer van 1940 leken de Duitsers onoverwinnelijk en hun leger gebruikte de modernste materialen en tactieken. Het avontuur sprak vele jongeren aan.
2. Het financiële aspect. Een aspect dat zeker niet onderschat mag worden: Vlaanderen had een zware crisis beleefd met hoge werkloosheid. Indiensttreding betekende financiële zekerheid en ook voor de familieleden werd gezorgd.
3. Het Vlaams-nationalisme. Dit was een van de belangrijkste drijfveren: men zag België als een land dat niet aan de Vlaamse noden tegemoet kon komen en men wenste het lot in eigen handen te nemen.
4. De bewondering voor het nazisme. Het VNV, het Verdinaso en het nog fanatiekere DeVlag, de drie belangrijkste partijen binnen de collaboratie in Vlaanderen, namen na verloop van tijd (aspecten van) nazi-Duitsland als voorbeeld en wilden meewerken aan de uitbouw van een door Duitsland gedomineerd Europa. Sommige leden dachten een rol te kunnen spelen in het bestuur van Vlaanderen na de Duitse overwinning. Omdat het oorspronkelijke uitgangspunt van deze partijen het Vlaams-nationalisme was, zijn dit en het vorige punt tot op zekere hoogte met elkaar verbonden.
5. De geloofsovertuigingen van de vrijwilligers. Een typerend voorbeeld hiervan is het verzet tegen het atheïstisch communisme als belangrijke beweegreden om zich aan te sluiten bij het Vlaams Legioen.

### Juli 1941: oprichting van het Vlaamse Legioen

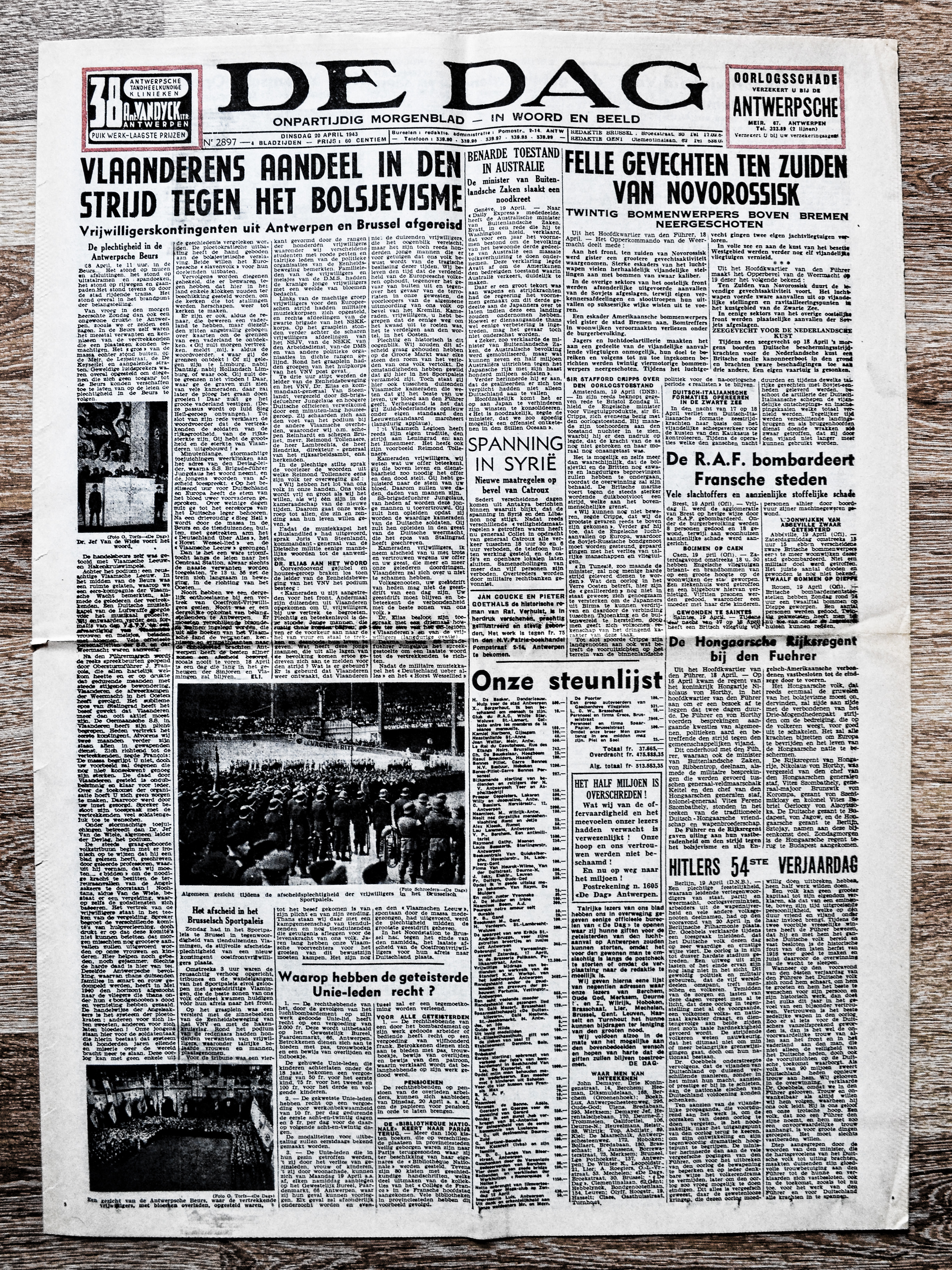
Voorpagina Vlaams dagblad De Dag 20 april 1943.

Aanvankelijk was de werving voor de Waffen-SS in Vlaanderen enkel de aangelegenheid van de Algemeene SS-Vlaanderen. In april 1941 besloot het VNV om de wervingscampagne voor de Waffen-SS te steunen. Staf De Clercq hoopte hierdoor zijn politieke invloed te vergroten. SS-generaal Gottlob Berger, hoofd van het SS-Hauptamt und SS-Ergänzungsamt, had het VNV beloofd dat in ruil voor een actieve werving het VNV de enige toegelaten politieke partij in Vlaanderen zou worden. Na de Duitse aanval op de Sovjet-Unie op 22 juni 1941 kwam de VNV-campagne pas echt op gang. Reimond Tollenaere, propagandaleider van het VNV, was de grote bezieler achter deze ronselcampagne, die de Vlaamse jongeren opriep om te gaan vechten tegen het goddeloze communisme.
Op 7 juli 1941 kondigde Staf De Clercq de oprichting van een Vlaams Legioen aan. Volgens beloften die hij had gekregen van de Duitse bezetter zou deze eenheid volledig bestaan uit Vlamingen, zowel de officieren als soldaten, en ze zouden vechten onder hun eigen Vlaamse leeuwenvlag. Het bevel zou worden gevoerd door een SS-commandant, maar ze zouden geen deel gaan uitmaken van de Waffen-SS. Prominenten zoals Reimond Tollenaere vanuit het VNV, Jef François vanuit de Algemene SS en Paul Suys vanuit Rex -Vlaanderen meldden zich voor het legioen. Ongeveer 450 vrijwilligers vertrokken op 6 augustus 1941 vanuit Brussel naar het opleidingskamp Dębica in Polen.

### Opleiding van het Vlaamse Legioen
Onmiddellijk na hun aankomst in het opleidingskamp ontstonden de eerste problemen. Behalve het Nederlandse Vrijwilligerslegioen bevonden zich in Dębica ook de Vlaamse Waffen-SS'ers van Standarte Nordwest. Hauptsturmführer Otto Reich, de commandant van het opleidingskamp, gaf het bevel de Vlamingen in één eenheid samen te brengen. De manschappen van Standarte Nordwest beschouwden de legionairs als minderwaardige soldaten en weigerden met hen samen te werken. De legionairs hielden vast aan de beloftes die Staf De Clercq had gedaan en ze weigerden om een SS-uniform te dragen.
Het was duidelijk dat SS-Hauptsturmführer Otto Reich niet op de hoogte was van eventuele afspraken en hij was niet van plan om zich te mengen in deze politieke twisten. Hij verzamelde alle Vlamingen en stelde hun voor de keuze om te vechten tegen het bolsjewisme of als reserve achter het front. Ongeveer de helft koos voor vechten en zij werden ingedeeld bij Standarte Nordwest. De rest werd tijdelijk ingedeeld bij het Nederlandse Vrijwilligerslegioen. Tijdens de keiharde opleiding was er weinig tijd om politieke discussies te voeren. De militaire tucht maakte geen onderscheid en de Duitse instructeurs drilden hen tot op de grens van hun uithoudingsvermogen. Op 24 september 1941 besloot het SS-Hauptamt en SS-Ergänzungsamt tot een grondige reorganisatie. Omwille van propagandistische redenen werd besloten dat het interessanter was om vrijwilligerslegioenen in te zetten. Standarte Nordwest werd opgeheven en omgevormd tot SS-Freiwilligen Legion 'Niederlande' en SS-Freiwilligen Legion Flandern.

## Krijgsgeschiedenis
Op 4 november 1941 beschouwde de Duitse legerleiding de opleiding van het Vlaams Legioen als voltooid en werd de eenheid naar het front gestuurd. Ongeveer 1100 soldaten trokken in barre weersomstandigheden naar het Leningradfront.
Aanvankelijk werd het Legioen niet als fronteenheid gebruikt, maar wel ingezet in de strijd tegen de partizanen. De Duitse legerleiding vertrouwde de buitenlandse vrijwilligerseenheden nog niet voldoende om hen aan het front in te zetten. Als onderdeel van de 2. SS-Infanterie Brigade controleerden ze een rist dorpjes rond Tossno. Na een aantal kleinere contacten met partizanen waar de eerste verliezen werden geleden. Ook waren er meerdere vruchteloze pogingen om partizanen op te sporen waarna één compagnie van het Legioen bevolen werd een stuk frontlijn te bezetten. Deze dagen gaven de Vlamingen de nodige gevechtservaring. Na de korte passage aan het front ging het Legioen in winterkwartieren in Letland.  
Midden januari 1942 werd het legioen als frontlijneenheid ingezet. Het Vlaamse Legioen kreeg een frontsector toegewezen in het moerassige Wolchow-gebied. Ten noorden van de Vlamingen lagen de Spaanse vrijwilligers. Op 7 januari 1942 lanceerde het 2e Stoottroepenleger een aanval in de richting van Leningrad in de hoop de Duitse omsingeling van de stad te breken. De Russen sloegen een gat van 20 km in de Duitse verdedigingslinies, maar al spoedig liep de aanval vast in de moerassen. Samen met de Spanjaarden wist het Vlaamse Legioen ten koste van zware verliezen hun positie te behouden. De koppigheid waarmee de Vlamingen hun posities verdedigden, gaf de Duitsers de gelegenheid om versterkingen aan te voeren.
Tijdens deze gevechten kwam Reimond Tollenaere om toen zijn bunker werd getroffen door de Spaanse artillerie. Onmiddellijk na zijn dood startte het VNV een propagandacampagne rond zijn persoon, waarbij handig werd verzwegen dat Reimond Tollenaere door de eigen artillerie was gedood. Op 19 maart 1942 ging de Duitse tegenaanval van start en werd het Sovjet 2e Stoottroepenleger omsingeld. Daarna kreeg het Vlaams Legioen de taak de Sovjettroepen in de omsingeling te vernietigen. Deze gevechten verliepen bijzonder moeizaam, want de Sovjets hadden zich stevig verschanst in talloze bunkers en loopgraven. Pas op 29 juni 1942 gaven de laatste Sovjeteenheden zich over. Gedurende de gevechten kreeg het Vlaams Legioen drie maal een vermelding in het Wehrmachtbericht. Na zes maanden van onafgebroken frontdienst werd het uitgeputte Vlaamse Legioen afgelost. Van de oorspronkelijke 1100 soldaten bleven er slechts een honderdtal over. Na een rustperiode en de aanvulling met nieuwe rekruten werd het Vlaams Legioen op 21 juli 1942 opnieuw naar het Leningrad-front gestuurd. De legionairs onderscheidden zich in de stellingenoorlog. In kleine groepen overvielen ze Sovjetbunkers en ’s nachts slopen hun patrouilles tot diep in de vijandelijke linies, waar ze hinderlagen legden.
Op 12 januari 1943 lanceerde het Rode Leger zijn tweede poging om Leningrad te ontzetten. Op 10 februari 1943 viel het Russische 55e leger de stellingen van de Azul-divisie aan in een poging de weg Leningrad-Moskou vrij te maken. Nabij Krasny Bor hielden de Spanjaarden stand tegen drie Sovjet divisies, maar de overmacht was te groot. Zes weken later herhaalde het Rode Leger dit offensief. Het Vlaamse Legioen kreeg toen het bevel om een Russische doorbraak onder Krasny Bor te beteugelen. Hoewel het Vlaams Legioen stand hield, telde het Legioen nog maar 50 soldaten na afloop van de strijd. Op 14 april 1943 werd het Vlaams Legioen naar het trainingskamp van Dębica teruggestuurd en omgevormd tot 6. SS-Freiwilligen-Sturmbrigade Langemarck. Een deel van de vrijwilligers weigerde de SS-eed af te leggen. Zij beschouwden hun inlijving in de Waffen-SS als een schending van de afspraken die gemaakt werden met de VNV-leiding bij de oprichting van het Vlaams Legioen.

## Commandanten
| Rang                                      | Naam                           | Begin                     | Eind                         | Opmerking                                                                              |
| ----------------------------------------- | ------------------------------ | ------------------------- | ---------------------------- | -------------------------------------------------------------------------------------- |
| SS-Sturmbannführer                        | Michael Lippert                | September 1941            | 2 april 1942                 | Op 2 april 1942 gewond geraakt aan hoofd- en been.                                     |
| SS-Obersturmbannführer                    | Hans Albert von Lettow-Vorbeck | 2 april 1942              | 9 juni 1942                  | Van 9 juni 1942 overgeplaatst naar het Freikorps Dankmark.                             |
| SS-Hauptsturmführer                       | Hallmann                       | Juni 1942                 | Juni 1942                    |                                                                                        |
| SS-Obersturmbannführer der Reserve (W-SS) | Josef Fitzthum                 | 16 april 1942 - Juni 1942 | Juli 1942 - 30 november 1943 | mit der Führung beauftragt (m. d. F. b.) (vrije vertaling: met het leiderschap belast) |
| SS-Sturmbannführer                        | Conrad Schellong               | 1 juli 1942               | 30 mei 1943                  |                                                                                        |